# Dulcea saună a morții
Dulcea saună a morții este un film românesc din 2003 regizat de Andrei Blaier. Rolurile principale au fost interpretate de actorii Gheorghe Dinică, Mitică Popescu, Florin Zamfirescu.

## Distribuție
Distribuția filmului este alcătuită din:
- Irina Movilă — Leo
- Florin Zamfirescu — Mangiurea
- Florian Ghimpu — Litera
- Eugenia Șerban — Mary
- Dana Rogoz — Ioana
- Valentin Teodosiu — Butoi
- George Alexandru — Mustețea
- Melania Medeleanu
- Costel Constantin — Corcolan
- Gheorghe Visu — Bolnavul
- Ion Haiduc
- Gheorghe Dinică — Paraschiv zis Lamă
- Mitică Popescu — Mutu
- Dumitru Rucăreanu — Doctorul

## Primire
Filmul a fost vizionat de 4.779 de spectatori în cinematografele din România, după cum atestă o situație a numărului de spectatori înregistrat de filmele românești de la data premierei și până la data de 31 decembrie 2014 alcătuită de Centrul Național al Cinematografiei.